# Agenția Evreiască pentru Israel

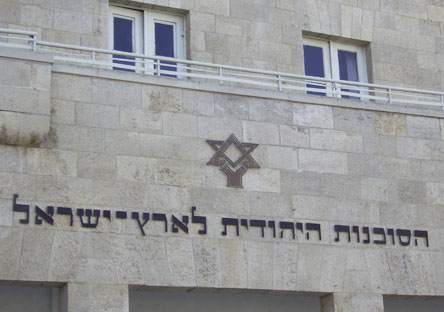
Simbolul Agenției Evreiești

Agenția Evreiască pentru Țara Israelului cunoscută în trecut și ca Agenția Evreiască pentru Palestina, pe scurt Agenția Evreiască, în ebraică:Hasohnut Hayehudit leEretz Israel הסוכנות היהודית לארץ ישראל,  sau, pe scurt: HaSohnut HaYehudit sau Sohnut)
este o organizație evreiască mondială fără scop de profit, al cărei centru se află în Israel. Ea este ramura operativă a Organizației Sioniste Mondiale, a cărei menire este promovarea emigrării și integrării evreilor din Diaspora în Țara Israelului sau Palestina istorică, după 1948 - în Statul Israel. 
Organizația, înființată în anul 1929, a jucat un rol central în întemeierea și dezvoltarea statului evreiesc în Palestina, Statul Israel.
După paragraful 4 al Mandatului britanic pentru Palestina Agenția Evreiască îndeplinea funcția de oficiu de legătură între populația evreiască din Palestina (numită în ebraică Ishuv) și puterea mandatară britanică. De facto, Agenția Evreiască a jucat în anii regimului mandatar britanic  rolul de instituție de guvernământ a evreilor din Palestina.
În anii care au precedat întemeierea Statului Israel, Agenția Evreiască a asistat crearea a circa 1.000 orașe și sate pe teritoriul vestului Palestinei istorice, care era administrat până în 1948 de Regatul Unit (Palestina sub mandat britanic)
Între anii 1935-1948 președintele Comitetului Executiv al Agenției Evreiești  a fost David Ben Gurion care la 14 mai 1948 a proclamat independența Statului Israel și a devenit primul ministru al acestuia. Din acel moment funcția de conducerea a noului stat a fost transferată în mâinile guvernului Israelului. 
În prezent, în primele decenii ale secolului al XXI-lea, cele trei sarcini principale ale Agenției Evreiești sunt următoarele:
1/ încurajarea emigrării evreilor din Diasporă spre Israel („alya") și ocrotirea și asigurarea securitătii comunităților evreiești în lume
2/ asigurarea conexiunii între evrei în lume și între aceștia și Statul Israel 
3/ întărirea societății israeliene și a reprezentării sectoarelor diverse ale poporului evreu și ale minorităților etnice din Israel în această societate
Între anii 1948-2020 Agenția Evreiască a asistat emigrarea a circa 3 milioane de evrei in Israel. 
Agenția Evreiască este parteneră a guvernului Statului Israel și statutul ei legal și public este definit  de Legea israeliană a statutului, adoptată în 1950. Agenția nu primește fonduri de la Statul Israel, ci își finanțează activitatea din donații și cooperarea cu donatori din întreaga lume și din Israel, in primul rând Federațiile evreiești din America de Nord, fondul Keren Hayesod (United Jewish Appeal) , principalele comunități și federații evreiești, precum și fonduri și donatori din Israel și din lume.
Birourile centrale ale Agenției Evreiești se află în Clădirea Instituțiilor Naționale din Ierusalim. (Hamossadot haleumiyim)
În prezent (anul 2022) Agenția Evreiască pune în practică și subvenționează proiecte care:
- promovează conexiunea dintre tineri evrei din lume și Israel și identitatea evreiască, prin organizarea de excursii și tabere de tineret în Israel, programe scolare și întâlniri cu israelieni.
- promoveaza conexiunea tinerilor israelieni cu poporul evreu în lume și cu identitatea evreiască, prin intermediul unot parteneriate în genul „oraselor înfrățite”, sprijin pentru programe educative ale comunităților din curentele iudaice reformat, conservativ și iudaismul ortodox modern, inițiativa „Ami-Unity”.  .
- facilitează emigrația și integrarea imigranților evrei în Israel, prin mijlocirea unor servicii pre-emigrare, centre de integrare post emigrare, cursuri de limba ebraică.
- ajută sectoare de populație vulnerabile din Israel,în cadrul unor programe de mentoring „Viitor pentru Tineri”, organizarea de sate de tineret pentru tineri cu risc, subsidierea unor case de bătrâni etc

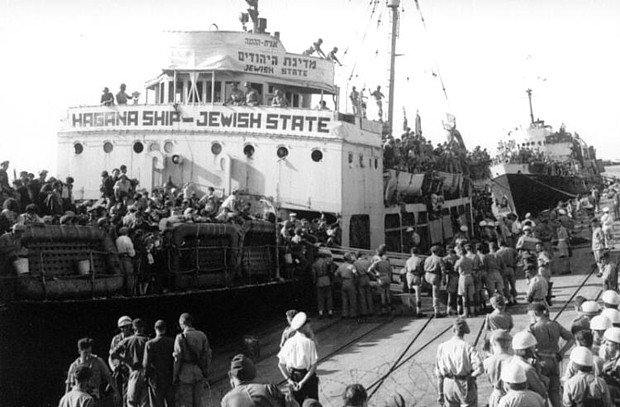
Vaporul cu imigranți evrei Hagana ancorează la Haifa, 1947

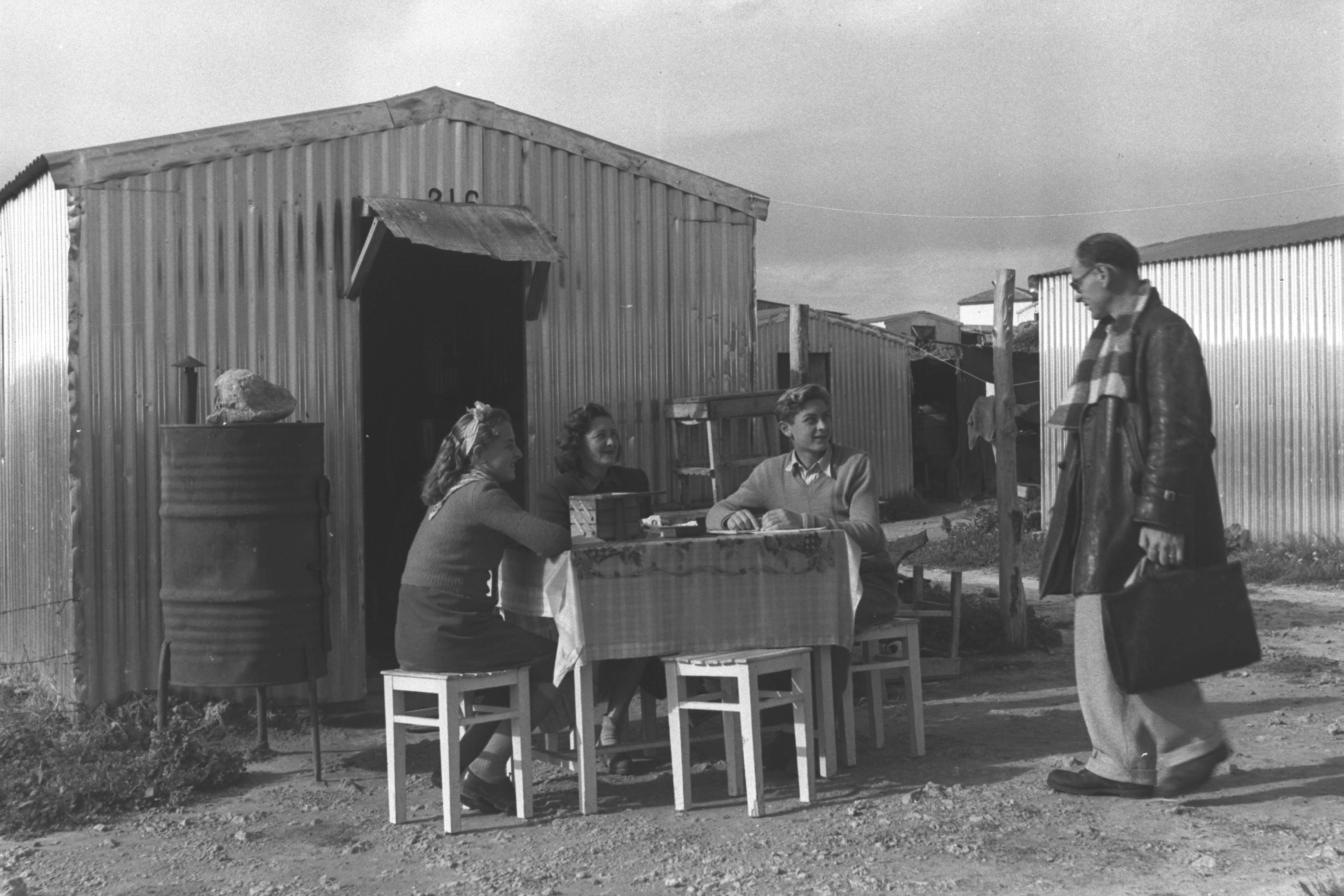
O familie de emigranți (familia Tischler) într-o maabará (tabără de emigranți) la Naharia

## Premii si onoruri
- Premiul Israel - premiul de stat al Israelului